# Dadrion Taylor-Demerson
Dadrion Taylor-Demerson (Oklahoma City, 20 gennaio 2001) è un giocatore di football americano statunitense che milita nel ruolo di safety per gli Arizona Cardinals della National Football League (NFL).

## Carriera universitaria
Taylor-Demerson giocò a football a Texas Tech dal 2019 al 2023. Nel corso della sua carriera nel college football disputò 58 partite, con 238 tackle, 10 intercetti e 2 sack. Dopo la stagione 2023, in cui fu inserito nella seconda formazione ideale della Big 12 Conference, decise di passare tra i professionisti.

## Carriera professionistica

### Arizona Cardinals
Taylor-Demerson fu scelto nel corso del quarto giro (104º assoluto) del Draft NFL 2024 dagli Arizona Cardinals. Debuttò come professionista subentrando nella gara del primo turno contro i Buffalo Bills. La sua prima stagione si chiuse con 4 placcaggi e 2 passaggi deviati disputando tutte le 17 partite, di cui 2 come titolare.